# Regino-Gymnasium
Das Regino-Gymnasium ist eine staatliche Schule in Prüm (Eifel). Sie wurde 1852 in den Gebäuden der früheren Klosterschule der benediktinischen Abtei Prüm eingerichtet. Sie ist nach Abt Regino von Prüm benannt.

## Geschichte
Zunächst erfolgte die Einrichtung als Höhere Schule; erst 1892 erfolgte eine Erweiterung um weitere Klassenstufen, so dass die Schule zum Gymnasium wurde. 1927 erhielt sie zum 75-jährigen Jubiläum den Namen Reginoschule, seit 1961 führt sie den Namen Staatliches Regino-Gymnasium.
Vor allem durch das von 1887 bis zum Jahr 2000 bestehende ortsansässige katholische Jungeninternat (Bischöfliches Konvikt) – mit zeitweise über 200 Schülern – wurde das Gymnasium auch von Kindern und Jugendlichen aus der ganzen Eifel, dem Hunsrück, von Ahr, Mosel und Nahe sowie aus dem Saarland besucht.

## Heutiger Schulbetrieb
Das Regino-Gymnasium bietet zurzeit das Erlernen von Latein als 1. Fremdsprache gemeinsam mit Englisch ab der 5. Klasse, oder die Wahl von Französisch und Englisch (Prümer Modell) ab der 5. Klasse an. Klassen mit nur Englisch als Fremdsprache werden in Kooperation mit der örtlichen Realschule plus angeboten. Die Schüler dieser Klassen können zu der 7. Klasse auf das Regino-Gymnasium wechseln. Darüber hinaus wird ab der 8. Klasse in dem altsprachlichen Zweig Altgriechisch angeboten.
Als zusätzliche Fremdsprache wird ab der 11. Klasse Spanisch angeboten.
Partnerschaften bestehen zu Schulen in Belgien, Frankreich, Ruanda, Schweden, Großbritannien und der Tschechischen Republik.
Seit 2006 gibt es am Regino-Gymnasium mit einer neu eingerichteten Mediothek ein Medien-Verbund-Netzwerk mit Schulen aus dem Dreiländer-Eck (Deutschland, Luxemburg und Belgien). Diese wird in Kooperation sowohl von Lehrkräften als auch von freiwilligen Schülern und Eltern betreut.
Seit 2010 ist das Regino-Gymnasium Ausbildungsschule. Referendare werden hier zu jungen Lehrern für die Schulform Gymnasium ausgebildet.
Im Mai 2015 wurde das Regino-Gymnasium als eine der ersten Schulen im Bundesland als „Europaschule des Landes Rheinland-Pfalz“ zertifiziert.
Seit Juni 2023 ist das Regino-Gymnasium vorübergehend in eine Holzmodulschule umgezogen, um Renovierungsarbeiten am alten Schulgebäude zu ermöglichen.

## Bekannte ehemalige Schüler und Lehrer
- Gisela Andersch (1913–1987), Künstlerin, Frau des Schriftstellers Alfred Andersch
- Birgit Bormann (* 1965), ehemalige deutsche Fußballspielerin und Nationalspielerin
- Hans-Josef Bracht (* 1955), Politiker
- Albert Caspers (1933–2015), ehemaliger Vorsitzender Ford-Europa und 1. FC Köln
- Martin Ebbertz (* 1962), Schriftsteller
- Philipp W. Fabry (* 1927), Studienassessor; Historiker
- Alfred Gulden (* 1944), Schriftsteller
- Manfred (Manni) Hell (* 1956), Sportfunktionär vorher Vorsitzender der Geschäftsführung des Outdoor-Unternehmens Jack Wolfskin.
- Rolf Huisgen (1920–2020), Chemiker
- Walter Krämer (* 1948), Wissenschaftler, Schriftsteller
- Leonie Krump (* 2004), deutsche Fußballspielerin
- Oskar Lafontaine (* 1943), Politiker
- Johannes Laures (1891–1959), Jesuit und Hochschullehrer in Tokio
- Monique Lévi-Strauss (* 1926), Anthropologin und Autorin[5][6]
- Alois Mertes (1921–1985), Politiker
- Gerhard Nebel (1903–1974), Schriftsteller
- Peter Schmitz (* 1955), Politiker
- Franz-Josef Wagner (1885–1972), Pädagoge und Kirchenkomponist
- Hans Theo Siepe (* 1947), Romanist und Literaturwissenschaftler